# قشلاق میرسلطانلو
قشلاق میرسلطانلو یک منطقهٔ مسکونی در ایران است که در دهستان ارشق مرکزی واقع شده‌است.